# Chloroclystis patinata
Chloroclystis patinata är en fjärilsart som beskrevs av W. Warren 1897. Chloroclystis patinata ingår i släktet Chloroclystis och familjen mätare. Inga underarter finns listade i Catalogue of Life.